# Vornborrtjärnen (Arvidsjaurs socken, Lappland, 729183-166462)
Vornborrtjärnen är en sjö i Arvidsjaurs kommun i Lappland och ingår i Åbyälvens huvudavrinningsområde.